# Ентони Фејинга
Ентони Фејинга (енгл. Anthony Fainga'a; 2. фебруар 1987) професионални је аустралијски рагбиста, који тренутно игра за Редсе. Родио се у Квинбијану, где је већ са 5 година почео да тренира рагби 13. Његова 3 рођена брата су професионални рагбисти. Године 2006. проглашен је за најбољег младог рагбисту на свету. У најјачој лиги на свету играо је за Брамбисе и Редсе. За репрезентацију Аустралије дебитовао је против Новог Зеланда у Мелбурну 2010. Освојио је са "валабисима" бронзану медаљу на светском првенству 2011. Освојио је са Редсима супер рагби 2011.